# 崔ヒョウ
崔 儦（さい ひょう、生没年不詳）は、北斉から隋にかけての人物。字は岐叔。本貫は清河郡東武城県。

## 経歴
北斉の高陽郡太守の崔仲文（崔休の子）の子として生まれた。名門の清河崔氏の生まれで、16歳のときに郡功曹となるよう清河郡太守に請われたが、就任しなかった。若くして范陽の盧思道や隴西の辛徳源と交友した。読書に励み、文章を作り、才能と門地を鼻にかけて他人を粗略にあつかうところがあった。北斉において秀才に挙げられ、員外散騎侍郎となり、殿中侍御史に転じた。まもなく熊安生や馬敬徳らとともに五礼を議論して、律令の修定にあたった。まもなく散騎侍郎を兼ね、南朝陳に対する使者をつとめた。帰国すると、待詔文林館となった。殿中曹郎中・膳部曹郎中・員外曹郎中を歴任した。頓丘の李若と並び称されて、当時の人に「京師灼灼たるは、崔儦・李若」と言われた。北斉が滅亡すると郷里に帰り、清河郡に出仕して功曹となり、冀州が置かれると主簿に任じられた。
584年（開皇4年）、給事郎に任じられ、まもなく内史舎人を兼ねた。587年（開皇7年）、通直散騎侍郎を兼ね、再び陳に対する使者をつとめて、帰国すると、員外散騎侍郎の位を受けた。越国公楊素は崔儦の門地を重んじて、子の楊玄縦のために崔儦の娘を妻に迎えさせた。婚礼において楊素は崔儦を迎えに出て驢馬に乗せ、式場では上座の席にすえたが、崔儦は楊素を軽んじて倨傲不遜な態度を取った。楊素は怒って衣をはらって立ち上がり、中座して現れなかった。数日後、崔儦が陳謝すると、楊素はもとのように待遇した。仁寿年間、崔儦は長安で死去した。享年は72。
子に崔世済があった。

## 伝記資料
- 『北斉書』巻23 列伝第15
- 『隋書』巻76 列伝第41
- 『北史』巻24 列伝第12